# Emma Nilsson
Emma Nilsson (Gräsmark, 18 novembre 1993) è una biatleta svedese.

## Biografia
Ha esordito in Coppa del Mondo il 4 dicembre 2014 a Östersund (55ª nell'individuale) e ai campionati mondiali a Kontiolahti 2015 (83ª nella sprint, 71ª nell'individuale e 8ª nella staffetta). Ai mondiali di Oslo Holmenkollen 2016 è stata 56ª nell'individuale, mentre a Hochfilzen 2017 67ª nell'individuale e 6ª nella staffetta.
Il 16 dicembre 2018 a Hochfilzen ha ottenuto il primo podio in Coppa del Mondo (2ª nella staffetta); ai successivi mondiali di Östersund 2019 si è piazzata 22ª nell'individuale.
Non ha mai preso parte a rassegne olimpiche.

## Palmarès

### Europei
- 1 medaglia:
  - 1 oro (staffetta mista a Minsk-Raubyči 2019)

### Coppa del Mondo
- Miglior piazzamento in classifica generale: 58ª nel 2019
- 1 podio (a squadre):
  - 1 secondo posto